# Farinata di cavolo nero
La farinata di cavolo nero, populairement appelée cavolata , ou encore bordatino sur le littoral, est une entrée typique de la cuisine toscane, originaire de Pistoia où elle est également appelée farinata con le leghe.
Elle suit, en termes d'origine et de diffusion, les autres plats typiques de la cuisine toscane pauvre, comme la zuppa toscana ou la ribollita. Tout comme cette dernière, la recette peut varier, parfois sensiblement, d'une région à l'autre.
Elle diffère de la minestra di cavolo nero (soupe au chou noir), qui a une préparation complètement différente.

## Préparation
La base de cuisson est le minestrone, préparé selon la recette classique, avec l'ajout obligatoire de feuilles de chou noir, qui ont forcément preso il ghiaccio (attrapé la glace), c'est-à-dire subi un gel hivernal. Une version plus légère consiste à cuire directement du chou frisé avec de l'oignon, du céleri, des carottes, du poivron rouge et de la sauce tomate. La base de la soupe peut également être obtenue en faisant bouillir les légumes dans l'eau de cuisson des haricots borlotti. Cela lui donne une saveur et une texture plus prononcées.
La bouillie doit être cuite de manière assez liquide, de sorte à pouvoir ajouter une bonne quantité de farine de maïs, à mélanger jusqu'à cuisson. Bien que la recette traditionnelle préconise de la farine de maïs classique à cuisson lente (plus de 40 minutes), l'utilisation de farine pour la polenta instantanée permet de garder les légumes plus compacts. Des haricots borlotti peuvent être ajoutés à la soupe, préalablement cuits afin qu'ils restent intacts jusqu'à la fin de la cuisson.
Des variantes locales permettent l'utilisation d'herbes aromatiques comme la cataire, le thym ou la marjolaine.
Comme toutes les soupes toscanes, elle est servie très chaude avec un filet d'huile d'olive vierge extra crue.